# Esko Saira
Esko Saira, född 14 juni 1938 i Klemis, är en finländsk före detta skidskytt.
Saira blev olympisk silvermedaljör på 4 x 7,5 kilometer vid vinterspelen 1976 i Innsbruck.